# TSV Steinbach
El TSV Steinbach es un equipo de fútbol de Alemania que juega en la Regionalliga Südwest, la cuarta liga de fútbol en importancia en el país.

## Historia
Fue fundado en el año 1921 en la ciudad de Haiger en Hesse, aunque la mayor parte de la historia del club han sido considerados como un club amateur de las ligas locales de Hesse.
El club comenzó su ascenso deportivo llegando al siglo XXI, logrando 5 ascensos en seis temporadas, logrando ascender a la Hessenliga por primera vez para la temporada 2013/14.
En la temporada 2014/15 consiguieron lo que es hasta hoy su logro más importante, ya que ganaron la Hessenliga y obtuvieron el ascenso a la Regionalliga Südwest por primera vez en su historia para la temporada 2015/16.

## Palmarés
- Hessenliga: 1

2015
- Verbandsliga Hessen-Mitte: 1

2014
- Gruppenliga Gießen-Marburg: 1

2012
- Kreisliga A Dillenburg: 1

2010
- Kreisliga B Dillenburg-Nord: 1

2009